# Ojalá Polonia sea Polonia (programa de televisión)
Ojalá Polonia sea Polonia (del inglés Let Poland be Poland) – es un programa de televisión dirigido por  Marty Passety y realizado por United States International Communications Agency en cooperación con el Departamento de Defensa de Estados Unidos. Se emitió el 31 de enero de 1982.

## Historia
185 millones de espectadores vieron el programa en 50 países de todo el mundo. La Voz de América preparó la versión audio en 39 idiomas. La Radio Europa Libre, Radio Liberty y Radio Francia Internacional también transmitieron el programa.
«Ojalá Polonia sea Polonia» es un relato de los acontecimientos del 30 de enero de 1982. Este día fue declarado el Día Internacional de Solidaridad con Polonia.
Charlton Heston fue el conductor del programa. Participaron en él, entre otros: Romuald Spasowski, Zdzisław Rurarz, Adam Makowicz, Czesław Miłosz, Mstisław Rostropowicz, Kirk Douglas, Max von Sydow, James A. Michener, Henry Fonda, Glenda Jackson, Benny Andersson, Agnetha Fältskog, Anni-Frid Lyngstad, Paul McCartney, Björn Ulvaeus, Orson Welles y Maggie Albright. La canción «Ever Homeward» (en español «Corazones libres») fue cantada por Frank Sinatra (quien cantó un pasaje en polaco).
A lo largo del programa, se hicieron llamada a los presidentes y políticos que presentaban sus declaraciones. Entre ellos figuraban el Presidente de los Estados Unidos, Ronald Reagan, la Primer ministro del Reino Unido, Margaret Thatcher, el primer ministro de Portugal, Francisco Pinto Balsemão, el canciller de la República Federal de Alemania, Helmut Schmidt, el Primer ministro de Islandia, Gunnar Thoroddsen, el primer ministro de Bélgica, Wilfried Martens, el primer ministro de Japón, Zenkō Suzuki, el presidente del Consejo de Ministros de Italia, Arnaldo Forlani, el Primer ministro de Noruega, Kåre Willoch, el Primer ministro de Canadá, Pierre Trudeau, el primer ministro de Turquía, Bülend Ulusu, el primer ministro de Luxemburgo, Pierre Werner, el primer ministro de España, Adolfo Suárez González, el presidente de Francia, François Mitterrand, el presidente de la Cámara de Representantes, Tip O’Neill, el líder mayoritario del Senado, Howard Baker, el senador, el miembro del Comité de Relaciones Exteriores del Senado, Clement Zablocki.
Los políticos se centraron en las críticas al gobierno autoritario de Polonia comunista y a las autoridades de la Unión Soviética, las expresiones de apoyo a la nación polaca, la solidaridad con los reprimidos y las garantías de asistencia, incluida la asistencia material.
También fueron transmitidas las manifestaciones de apoyo a los polacos desde varias ciudades del mundo: Nueva York, Londres, Bruselas, Tokio, Lisboa, Sídney, Washington, Toronto y Chicago.
El nombre del programa se refiere a la canción de Jan Pietrzak «Ojalá Polonia sea Polonia».
En Polonia, este programa fue emitido por primera vez por TVP Historia el 13 de diciembre de 2011.